# The Mitre
The Mitre är en kulle i Antarktis. Den ligger i Östantarktis. Australien gör anspråk på området. Toppen på The Mitre är 186 meter över havet.
Terrängen runt The Mitre är huvudsakligen platt, men söderut är den kuperad. Trakten är obefolkad. 